# Trương Tuấn (nhà Đường)
Trương Tuấn (張濬, ? - 20 tháng 1 năm 904), tên tự Vũ Xuyên (禹川), là một quan lại triều Đường, từng giữ đến chức Đồng bình chương sự dưới triều đại của Đường Hy Tông và Đường Chiêu Tông. Vào đầu triều đại của Đường Chiêu Tông, Trương Tuấn là một người tán thành việc triều đình đoạt lại quyền lực từ các tiết độ sứ, song buộc phải thối hưu sau khi quân triều đình do ông thống lĩnh chiến bại trước Lý Khắc Dụng. Đến cuối triều đại của Đường Chiêu Tông, triều đình trên thực tế nằm trong tay Chu Toàn Trung, người này lo ngại Trương Tuấn sẽ cản trở việc soán vị nên đã sát hại Trương Tuấn cùng gia tộc của ông.

## Thân thế
Trương Tuấn là người Hà Gian và xưng là hậu duệ của Trương Nhĩ- một đồng minh của Hán Cao Tổ trong Hán-Sở tranh hùng, và sau trở thành chư hầu vương Triệu quốc đầu thời Hán, song tổ tiên của ông chỉ có thể truy nguyên xa đến Trương Tiện (張羨)- một viên quan triều Bắc Chu được ban họ Tiên Ti là Sất La (叱羅), song nhi tử là Trương Chiếu (張照) lại cải về họ Trương thời nhà Tùy. Các hậu duệ của Trương Chiếu phụng sự cho nhà Tùy và nhà Đường. Tổ phụ của Trương Tuấn là Trương Trọng Tố (張仲素) từng giữ đến chức Trung thư xá nhân, song cha ông là Trương Đạc (張鐸) lại không phụng sự cho triều đình, hoặc chỉ có chức quan rất thấp. Ông có ít nhất hai đệ: Trương Vịnh (張泳) và Trương Hàng (張沆).
Theo ghi chép, Trương Tuấn là người tài giỏi, không gò bó, học nhiều văn sử, thích dùng đại ngôn, nên các kẻ sĩ thường không đánh giá tốt về ông. Do vậy, thoạt đầu ông không thể khởi đầu nghiệp làm quan, đi ở ẩn tại Kim Phượng Sơn (金鳳山) và dành thời gian học các thuật do Quỷ Cốc Tử truyền lại, hy vọng sẽ có thể dùng chúng trong những thời điểm khó khăn.

## Sự nghiệp ban đầu
Trong thời gian đi ở ẩn, Trương Tuấn gặp xu mật sứ Dương Phục Cung, Dương Phục Cung tiến cử Trương Tuấn giữ chức Thái thường bác sĩ. Trương Tuấn sau đó được bổ nhiệm là Độ chi viên ngoại lang.
Năm 880, khi quân nổi dậy Hoàng Sào tiến gần đến kinh sư Trường An, Trương Tuấn xưng bệnh và đem mẹ cùng gia tộc đến tị nạn ở Thương châu. Đến khi Hoàng Sào công chiếm Trường An, Tả Thần Sách trung úy Điền Lệnh Tư đưa Đường Hy Tông chạy hướng đến Thành Đô. Khi Đường Hy Tông qua Hưng Nguyên, đoàn triều đình chạy loạn cạn kiệt nguồn cung lương thực. Hán Âm lệnh Lý Khang (李康) đến gặp Hoàng đế cùng với hàng trăm con la chở lương thực. Khi Hoàng đế hỏi sao Lý Khang có thể nghĩ ra việc này, Lý Khang bẩm rằng ông ta được Trương Tuấn nhắc nhở. Sau đó, Đường Hy Tông triệu Trương Tuấn đến và bổ nhiệm ông giữ chức Binh bộ lang trung. Sau đó, Trương Tuấn cũng lấy lòng Điền Lệnh Tư, bao gồm cả việc khấu đầu trước Điền Lệnh Tư, song chuốc lấy hổ thẹn khi Điền Lệnh Tư công khai chuyện này. Việc này cũng xúc phạm Dương Phục Cung, do Dương Phục Cung và Điền Lệnh Tư là đối thủ, đặc biệt là do Trương Tuấn sau khi lấy lòng Điền Lệnh Tư thì không còn để ý đến Dương Phục Cung.
Năm 882, Chư đạo hành doanh đô thống Vương Đạc đến Nghĩa Thành để giám sát chiến dịch chống Hoàng Sào. Trương Tuấn tháp tùng Vương Đạc và giữ chức đô thống phán quan. Đương thời, Vương Kính Vũ- người cai quản Bình Lô, chấp thuận chức quan do Hoàng Sào ban cho, và khi Vương Đạc khiển Trương Tuấn đến Bình Lô cố gắng thuyết phục Vương Kính Vũ hợp binh với triều đình chống Hoàng Sào, Vương Kính Vũ thoạt đầu từ chối gặp mặt Trương Tuấn. Trương Tuấn trách mắng Vương Kính Vũ, và sau đó Vương Kính Vũ cho phép ông nói chuyện với các binh lính; Trương Tuấn sau đó biện luận với các binh lính địa phương rằng quân triều đình sẽ sớm đánh bại Hoàng Sào, và nay là lúc để học lập nên công trạng. Các binh sĩ nghe theo lời của Trương Tuấn, Vương Hành Du quy phục triều đình Đường và khiển binh đi tăng viện.
Sau khi Hoàng Sào bị đánh bại và Đường Hy Tông trở về Trường An, Trương Tuấn được bổ nhiệm giữ chức Hộ bộ thị lang. Năm 887, ông được bổ nhiệm giữ chức Binh bộ thị lang, Đồng bình chương sự (tức tể tướng). Khi biết tin, Hà Đông tiết độ sứ Lý Khắc Dụng lên tiếng phản đối với Hoàng đế, cho rằng Trương Tuấn chỉ giỏi ăn nói và sẽ có ngày làm nguy hại đến đế chế. Trương Tuấn từ đó mang thù oán với Lý Khắc Dụng.)

## Làm Đồng bình chương sự
Đường Chiêu Tông lên kế vị vào năm 888 do nhận được sự ủng hộ của Dương Phục Cung, Trương Tuấn tiếp tục giữ chức Đồng bình chương sự. Sau đó, cả Trương Tuấn và đồng cấp là Khổng Vĩ đều tán thành triệt tiêu quyền hành của các hoạn quan. Đường Chiêu Tông chấp thuận, và do biết rằng Dương Phục Cung có thù oán với Trương Tuấn nên Hoàng đế tin tưởng giao phó cho Trương Tuấn lên kế hoạch loại bỏ quyền lực của Dương Phục Cung. Trương Tuấn thường tự so sánh bản thân với Tạ An thời Đông Tấn và Bùi Độ trước đó. Hơn nữa, Trương Tuấn còn đề xuất rằng triều đình cần phải có quân đội riêng, Đường Chiêu Tông vì thế đã lập một đội cấm binh tuyển từ vùng Quan Trung, được khoảng 10 vạn binh sĩ.
Năm 890, Đại Đồng phòng sự sứ Hách Liên Đạc cùng với Tuyên Vũ tiết độ sứ Chu Toàn Trung, Lô Long tiết độ sứ Lý Khuông Uy đều dâng biểu xin Đường Chiêu Tông tuyên bố Lý Khắc Dụng là kẻ phản loạn và phát lệnh thảo phạt. Khi Đường Chiêu Tông đề nghị các triều sĩ cho ý kiến, hầu hết đều phản đối, bao gồm các Đồng bình chương sự Đỗ Nhượng Năng và Lưu Sùng Vọng, tuy nhiên Trương Tuấn và Khổng Vĩ thì muốn nhân cơ hội này để khẳng định lại quyền lực của Hoàng đế và sau đó triệt tiêu quyền lực của các hoạn quan. Do Trương và Khổng tích cực ủng hộ, Đường Chiêu Tông đã bỏ qua những lời can gián và chấp thuận, bổ nhiệm Trương Tuấn là Hà Đông hành doanh đô chiêu thảo chế trí nghi úy sứ, Kinh Triệu doãn, cho Tôn Quỹ (孫揆) làm phó. Khi đem quân rời đi, Trương Tuấn bẩm riêng với Đường Chiêu Tông: "Xin đợi Thần trừ ngoại ưu trước, sau đó vì Bệ hạ trừ nội loạn." Tuy nhiên, những lời này vẫn đến tai Dương Phục Cung, khiến vị hoạn quan này trở nên lo sợ Trương Tuấn. Khi Dương Phục Cung thiết tiệc cho Trương Tuấn để tiễn ông ra trận, Trương Tuấn đã từ chối uống khi Dương Phục Cung mời rượu. Dương Phục Cung mỉa mai "Tướng công trượng việt chuyên chinh, sao có thái độ như vậy?" Trương Tuấn đáp: "Đợi khi ta bình tặc trở về, sẽ thấy vì sao ta có thái độ như vậy." Điều này càng khiến Dương Phục Cung bực tức, ông ta sau đó liền cố gắng ngăn cản chiến dịch.
Thoạt đầu, triều đình chiếm thế thượng phong, được tăng viện thêm các binh sĩ từ Trấn Quốc, Tĩnh Nan, Phượng Tường, Bảo Đại), và Định Nan. Chu Toàn Trung tiến công lãnh địa của Lý Khắc Dụng từ đông nam, còn Hách Liên Đạc và Lý Khuông Uy tiến công từ phía đông bắc. Hơn nữa, ngay khi quân của Trương Tuấn suất quân, đệ của Lý Khắc Dụng là Chiêu Nghĩa  tiết độ sứ Lý Khắc Cung (李克恭) bị thủ hạ ám sát, thủ phủ Lộ châu của quân này rơi vào tay Chu Sùng Tiết (朱崇節)- thuộc hạ của Chu Toàn Trung. Khi hay tin, Đường Chiêu Tông và Trương Tuấn không muốn Chiêu Nghĩa rơi vào tay Chu Toàn Trung nên đã bổ nhiệm Tôn Quỹ làm Chiêu Nghĩa tiết độ sứ, lệnh cho Tôn Quỹ đến nhậm chức ngay lập tức.
Tuy nhiên, khi Tôn Quỹ tiến đến Lộ châu, ông không bố trí phòng ngự chặt chẽ, sau đó dưỡng tử của Lý Khắc Dụng là Lý Tồn Hiếu tập kích và bắt được Tôn Quỹ. Sự việc này đã khiến quân triều đình suy giảm sĩ khí, sau đó Lý Tồn Hiếu bao vây Lộ châu, quân Tuyên Vũ triệt thoái khỏi Chiêu Nghĩa. Trong khi đó các dưỡng tử khác của Lý Khắc Dụng là Lý Tồn Tín (李存信) và Lý Tự Nguyên đánh bại Lý Khuông Uy và Hách Liên Đạc.
Quan quân giao chiến với Lý Khắc Dụng tại Phần châu. Trấn Quốc tiết độ sứ Hàn Kiến cố gắng giành thế chủ động khi tập kích Lý Tồn Hiếu vào ban đêm, song Lý Tồn Hiếu đã có phòng ngừa từ trước. Sau đó, quân Tĩnh Nan và Phượng Tường đột ngột rời khỏi doanh trại, quan quân mất tinh thần và tan rã. Quân Hà Đông truy kích, đuổi kịp Trương Tuấn tại Tấn châu. Trương Tuấn giao chiến với quân Hà Đông song thất bại, và sau đó các binh sĩ Bảo Đại và Định Nan cũng chạy trốn, Trương Tuấn chỉ còn quân triều đình Trung ương cùng quân Trấn Quốc và một số quân lính do Chu Toàn Trung phái đến. Trương Tuấn cố thủ Tấn châu, Lý Tồn Hiếu bao vây thành, song ba ngày sau đó, Lý Tồn Hiếu cảm thấy sẽ không có lợi nếu bắt một tể tướng và đồ sát quan quân nên đã bãi bỏ bao vây và cho phép Trương Tuấn cùng Hàn Kiến chạy trốn.
Lý Khắc Dụng dâng biểu với lời lẽ gay gắt cho Đường Chiêu Tông, cáo buộc Trương Tuấn sai trái khi tiến công ông ta. Đường Chiêu Tông cố gắng xoa dịu Lý Khắc Dụng khi giáng Trương Tuấn làm Vũ Xương tiết độ sứ, và giáng Khổng Vĩ làm Kinh Nam tiết độ sứ, và phục quan tước cho Lý Khắc Dụng. Tuy nhiên, Lý Khắc Dụng vẫn chưa hài lòng, vì thế Đường Chiêu Tông đành phải đày ải Trương Tuấn và Khổng Vĩ, trong đó Trương Tuấn trên danh nghĩa đi nhậm chức Liên châu thứ sử, và sau đó là Tú châu tư hộ.

## Thối hưu lần đầu
Ngay sau khi rời khỏi Trường An, đến Lam Điền, ông chạy trốn khỏi đoàn người hộ tống, đến Hoa châu nương nhờ Hàn Kiến, cả ông và Khổng Vĩ đều viết thư cho Chu Toàn Trung xin người này hãy ra mặt giúp họ. Sau đó, Chu Toàn Trung thượng biểu nói giúp cho Trương Tuấn và Khổng Vĩ, Đường Chiêu Tông quyết định hủy bỏ việc đày ải, cả Trương Tuấn và Khổng Vĩ sau đó đều ở Hoa châu với Hàn Kiến.

## Trở về làm quan trong triều
Năm 895, sau khi Lý Mậu Trinh, Vương Hành Du tiến quân đến Trường An, giết chết Lý Hề và Vi Chiêu Độ, Đường Chiêu Tông muốn tìm các tể tướng mới sẵn sàng đương đầu trước các quân phiệt. Do đó, Đường Chiêu Tông triệu Trương Tuấn- lúc này đang sống tại Trường Thủy, và Khổng Vĩ nhập triều giữ chức Thái tử tân khách, sau đó thăng Trương Tuấn là Binh bộ thượng thư, Chư đạo tô dung sứ. Đầu năm 896, khi Chu Toàn Trung thượng biểu tiến cử Trương Tuấn làm tể tướng, Lý Khắc Dụng thượng biểu yêu cầu triều đình thảo phạt Chu Toàn Trung, và đe dọa sẽ tiến công cung điện nếu Trương Tuấn được bổ nhiệm, Đường Chiêu Tông vì thế không lập Trương Tuấn làm tể tướng.
Cũng vào năm 896, Lý Mậu Trinh lại tiến công Trường An, Đường Chiêu Tông chạy đến Hoa châu, sau đó nằm trong tầm kiểm soát của Hàn Kiến. Trương Tuấn tháp tùng Đường Chiêu Tông đến Hoa châu, bị bãi chức Chư đạo tô dung sứ, sau đó được bổ nhiệm là Hữu bộc xạ. Sau đó, ông lại tìm cách thối hưu, và được cho phép nghỉ ngơi với tước hiệu Tả bộc xạ mang tính danh dự. Ông lại trở về Trường Thủy.

## Thối hưu lần hai
Đến năm 900, các hoạn quan đã buộc Đường Chiêu Tông phải nhường ngôi cho Thái tử Lý Dụ. Biết tin, Trương Tuấn đến gặp Hựu Quốc tiết độ sứ Trương Toàn Nghĩa (張全義) để thúc giục người này phát binh phục vị cho Đường Chiêu Tông, Trương Tuấn cũng viết thư cho nhiều tiết độ sứ khác với nội dung tương tự. Tuy nhiên, sau đó Trường An đã diễn ra phản binh biến, Đường Chiêu Tông phục vị
Sau đó, khi Chu Toàn Trung công chiếm Trường An, và các hoạn quan đưa Hoàng đế đến Phượng Tường của Lý Mậu Trinh, Trương Tuấn gặp Chu Toàn Trung và thuyết phục ông ta rằng Hàn Kiến từng có một thời gian dài liên kết với Lý Mậu Trinh, vì thế cần phải loại bỏ. Do vậy, Chu Toàn Trung đã đoạt lấy Trấn Quốc và chuyển Hàn Kiến đến Trung Vũ.
Do Chu Toàn Trung vẫn bao vây Phượng Tường, Hàn Toàn Hối phái sứ giả đến nhiều quân, tuyên bố Chu Toàn Trung có ý làm phản và kêu gọi các tiết độ sứ đem quân đến cứu Hoàng đế. Nhi tử của Trương Tuấn là Lý Nghiễm (李儼)- nguyên danh Trương Bá (張播)- trở thành sứ giả đến gặp Hoài Nam tiết độ sứ Dương Hành Mật, thuyết phục Dương Hành Mật suất binh, song sau đó Dương Hành Mật hành động rất ít. Nhi tử và người kế nhiệm Vương Kính Vũ là Vương Sư Phạm từng là đồng minh trong một thời gian dài với Chu Toàn Trung, song bị Trương Tuấn thuyết phục nên đã hành động, song cuối cùng vẫn không thành công. Kết quả, Lý Mậu Trinh đầu hàng, Đường Chiêu Tông rơi vào tay Chu Toàn Trung.
Chu Toàn Trung lo rằng khi ông ta soán vị triều Đường thì Trương Tuấn sẽ xúi giục các tiết độ khác chống lại mình, do đó đã phái Trương Toàn Nghĩa có hành động chống Trương Tuấn. Khoảng tết năm 904, Trương Toàn Nghĩa khiển nha tướng Dương Lân (楊麟) dẫn binh giả làm đạo tặc đến Trường Thủy để sát hại Trương Tuấn cùng gia tộc. Vĩnh Ninh huyện lại Diệp Ngạn (葉彥) trước đây được Trương Tuấn đối đãi tốt, người này đã phát hiện ra âm mưu và đến gặp nhi tử của Trương Tuấn là Trương Cách (張格) và nói: "Tướng công không thể thoát khỏi họa này, Lang quân nên tự lo liệu", Trương Tuấn sau đó nói với Trương Cách: "Con ở lại đây thì tất sẽ cùng chết, nếu đi thì nhà ta mới giữ được dòng giống", Trương Cách sau đó chia tay cha và chạy đến đất Thục, sau phụng sự cho Tiền Thục. Khi người của Dương Lân đến, họ bao vây biệt thự của Trương Tuấn, đồ sát toàn bộ gia quyến của ông.